# Giải nén tình tiết (truyện tranh)

Một ví dụ về giải nén tình tiết trong Astonishing X-Men tập 14. Nguyên một trang đã được sử dụng chỉ để mô tả việc Wolverine khen ngợi Kitty Pryde và Colossus vì mối quan hệ tiến triển của họ. Bức tranh được vẽ bởi John Cassaday

Trong truyện tranh, giải nén tình tiết (decompression) hay mở rộng tình tiết là một lựa chọn kể chuyện theo phong cách đặc trưng bởi sự tập trung nhấn mạnh vào nhiều hình ảnh hoặc tương tác nhân vật trong một tình tiết nhỏ của câu chuyện. Do đó, thường khiến cho cốt truyện diễn biến chậm hơn.
Phong cách này thường được sử dụng với truyện tranh màn hình rộng.

## Lịch sử
Giải nén tình tiết phát triển mạnh mẽ trong dòng truyện tranh chính thống của Mỹ vào những năm 1990 và 2000. Theo truyền thống, truyện tranh Mỹ xuất hiện lần đầu dưới dạng tuyển tập gồm nhiều truyện ngắn cho mỗi số báo, thường là với các nhân vật khác nhau, tiếp tục trong nhiều thập kỷ trong các trang truyện bản sao. Định dạng thực hiện-trong-một đã thịnh hành trong một thời gian dài, cuối cùng trở nên được ưa chuộng bởi nhiều-tình tiết phụ kết thúc mở đặc trưng cho những năm 70 và 80 trong truyện tranh Mỹ.
Giải nén tình tiết thường được cho là kết quả của sự ảnh hưởng ngày càng tăng của manga đối với nền truyện tranh quốc tế. Manga, theo truyền thống, ít tốn kém hơn trên mỗi trang truyện tranh của Mỹ do lượng phát hành cao hơn và in đen trắng, sử dụng rộng rãi giải nén tình tiết như một phong cách kể chuyện. Phong cách kể chuyện bị ảnh hưởng bởi cách viết kịch bản phim lần đầu tiên được phổ biến trong manga của họa sĩ diễn hoạt Tezuka Osamu với manga Shin Takarajima (Đảo kho báu mới) năm 1947 của ông. "Phong cách điện ảnh" nhiều hơn nữa của Tezuka thành công đến mức nó đã thu hút được các họa sĩ diễn hoạt khác ở Nhật Bản và cuối cùng lan rộng khắp thế giới với các tác phẩm như anh hùng ca Akira của Otomo Katsuhiro, một trong những bộ manga đầu tiên trở nên phổ biến trong cộng đồng truyện tranh Mỹ.
Một manga sử dụng phong cách này thành công (và là một trong những manga đầu tiên trong những năm gần đây) là Blame!, được cho là đã ảnh hưởng đến các họa sĩ Mỹ.
Một trong những truyện tranh Mỹ thành công về mặt thương mại đầu tiên sử dụng giải nén tình tiết làm phong cách chủ đạo là 12 số ra đầu tiên của The Authority của Warren Ellis và Bryan Hitch. Sau thành công của truyện tranh, giải nén tình tiết đã được áp dụng rộng rãi trong ngành truyện tranh Hoa Kỳ với mức độ thành công khác nhau.
Nhiều họa sĩ diễn hoạt Mỹ thay thế sử dụng giải nén, đáng chú ý nhất là những người chịu ảnh hưởng trực tiếp từ manga như Bryan Lee O'Malley.
Một số truyện tranh của Pháp sử dụng giải nén như một kỹ thuật kể chuyện. Đáng chú ý nhất là các nghệ sĩ gắn liền với phong trào manga La nouvelle Pháp-Nhật như Frédéric Boilet (Yukiko's Spinach) và Vanyada (The Building Opposite).
Cages của Dave McKean vẫn là một trong những ví dụ điển hình nhất về việc sử dụng giải nén tình tiết, với việc sử dụng rộng rãi phong cách này. Trải dài hơn 500 trang, Cages có thể được coi là một "sử thi đồ họa", nhưng cốt truyện thực chất chỉ tập trung vào một khoảng thời gian tương đối ngắn.

## Sự chỉ trích
Những câu chuyện giải nén tình tiết đã là nguyên nhân gây ra nhiều tranh cãi và tranh luận gay gắt giữa các cộng đồng người hâm mộ truyện tranh. Nhiều người gièm pha cáo buộc các nhà văn của họ đã kéo dài độ dài trang của các ô một cách không cần thiết, làm loãng nội dung trên mỗi trang một cách đáng kể để kiếm thêm doanh thu và tiền bạc cho một số lượng tác phẩm hạn chế. Những người bảo vệ phong cách này cho rằng những câu chuyện được giải nén không bị kéo dài ra, nhưng giàu sự phát triển nhân vật và mô tả nội tâm nhân vật sâu sắc hơn là diễn biến cốt truyện. Một số người xem hiện tượng này là do sự phổ biến ngày càng tăng của sách bìa mềm thương mại, thường tập hợp trung bình sáu số ra của truyện tranh trong một tập và do đó cung cấp độ dài lý tưởng cho các câu chuyện một cách phù hợp.

## Sự cô đọng
Để đối phó với những lời chỉ trích về việc sử dụng phổ biến giải nén trong truyện tranh chính thống của Mỹ, các nhà văn Warren Ellis, Dan Slott và Brian Wood đã từng thử nghiệm với cách kể chuyện bằng nén. Mỗi bộ truyện Fell, Global Frequency và Planetary của Ellis tuân theo định dạng của các câu chuyện số ra  đơn lẻ và Nextwave chỉ được kể trong hai kỳ. Các câu chuyện của Slott trong She-Hulk và Thing cũng chỉ duy trì một, hai hoặc ba kỳ của loạt truyện, và đóng góp của ông cho ấn bản năm 2005 của Amazing Fantasy tập 15 sử dụng cái ông gọi là cách kể chuyện "siêu cô đọng": 6 nhà văn mỗi người được đưa ra 8 trang sẽ ra mắt một nhân vật mới và Slott chọn kể bốn câu chuyện với nhân vật của mình, mỗi câu chuyện chỉ dài hai trang. Bộ truyện tranh độc lập Demo và Local của Brian Wood đều là truyện tranh một kỳ, trong một số trường hợp không có nhân vật lặp lại từ số này sang số khác, tạo ra trải nghiệm truyện ngắn thực sự khép kín.